# Eastwood Guitars
 (février 2012).
Si vous disposez d'ouvrages ou d'articles de référence ou si vous connaissez des sites web de qualité traitant du thème abordé ici, merci de compléter l'article en donnant les références utiles à sa vérifiabilité et en les liant à la section « Notes et références ».

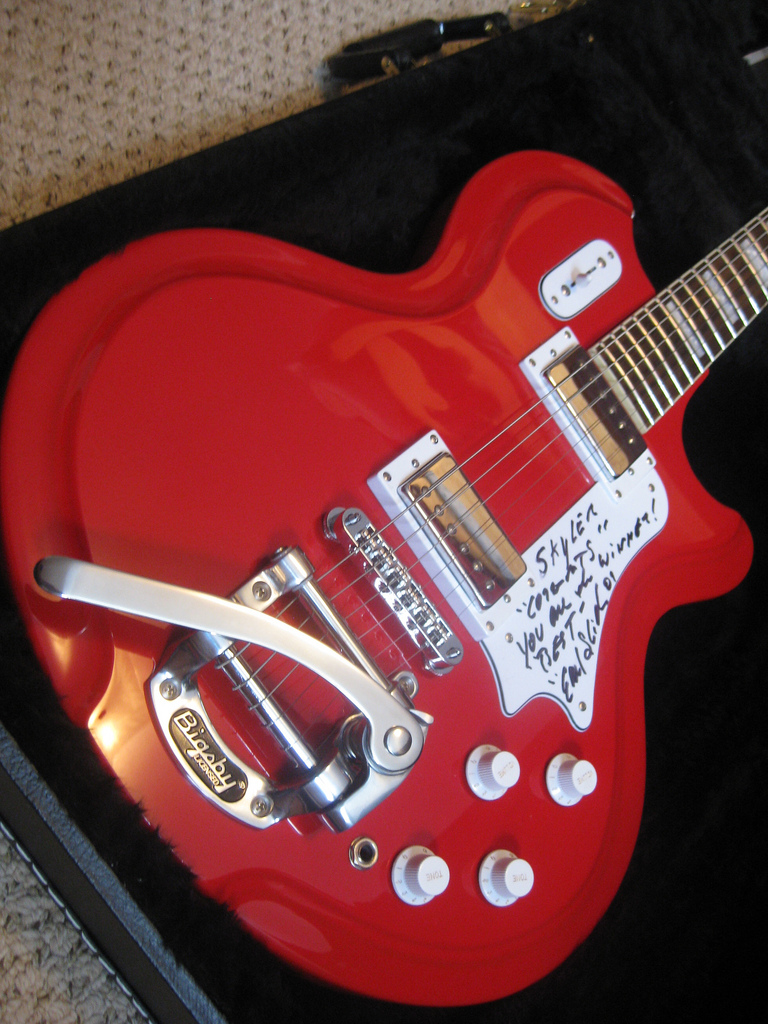
Une guitare de l'entreprise

Eastwood Guitars est une société canadienne créée par Mike Robinson en 2001 dans le but de proposer des répliques modernisées de guitares et basses électriques de style "vintage". Les guitares, fabriquées en Corée du Sud, sont vendues sous les marques Eastwood et Airline (en).
Il existe à ce jour plus d'une quarantaine de modèles de guitares électriques et quelques modèles de basses, comme les très fameuses Airline (en) célèbres pour avoir été utilisées par Jack White dans les White Stripes.

## Liens Externes
- Site Officiel Eastwood guitars (en anglais)
- Site Officiel Eastwood guitars UK (en anglais)